# Ourapteryx ramosa
Ourapteryx ramosa là một loài bướm đêm trong họ Geometridae.

## Hình ảnh

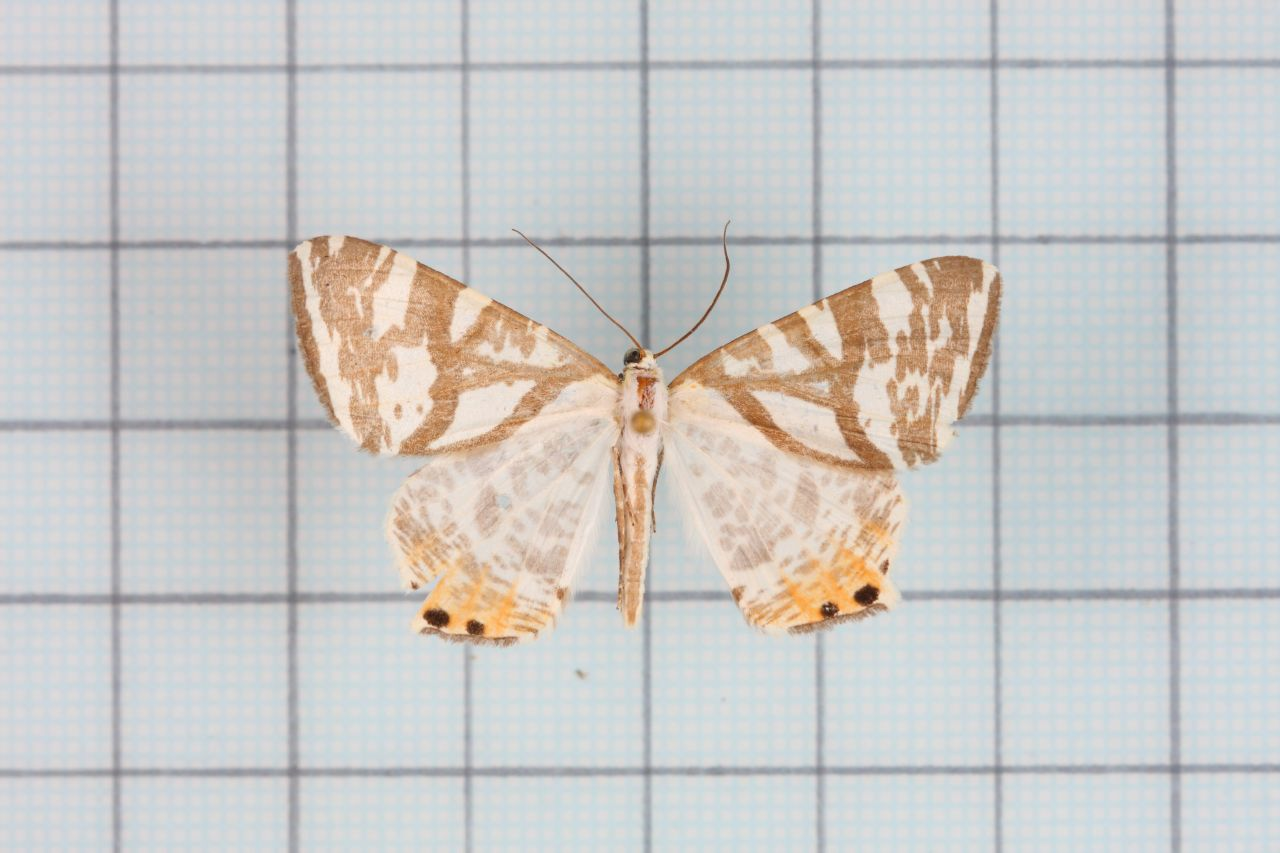
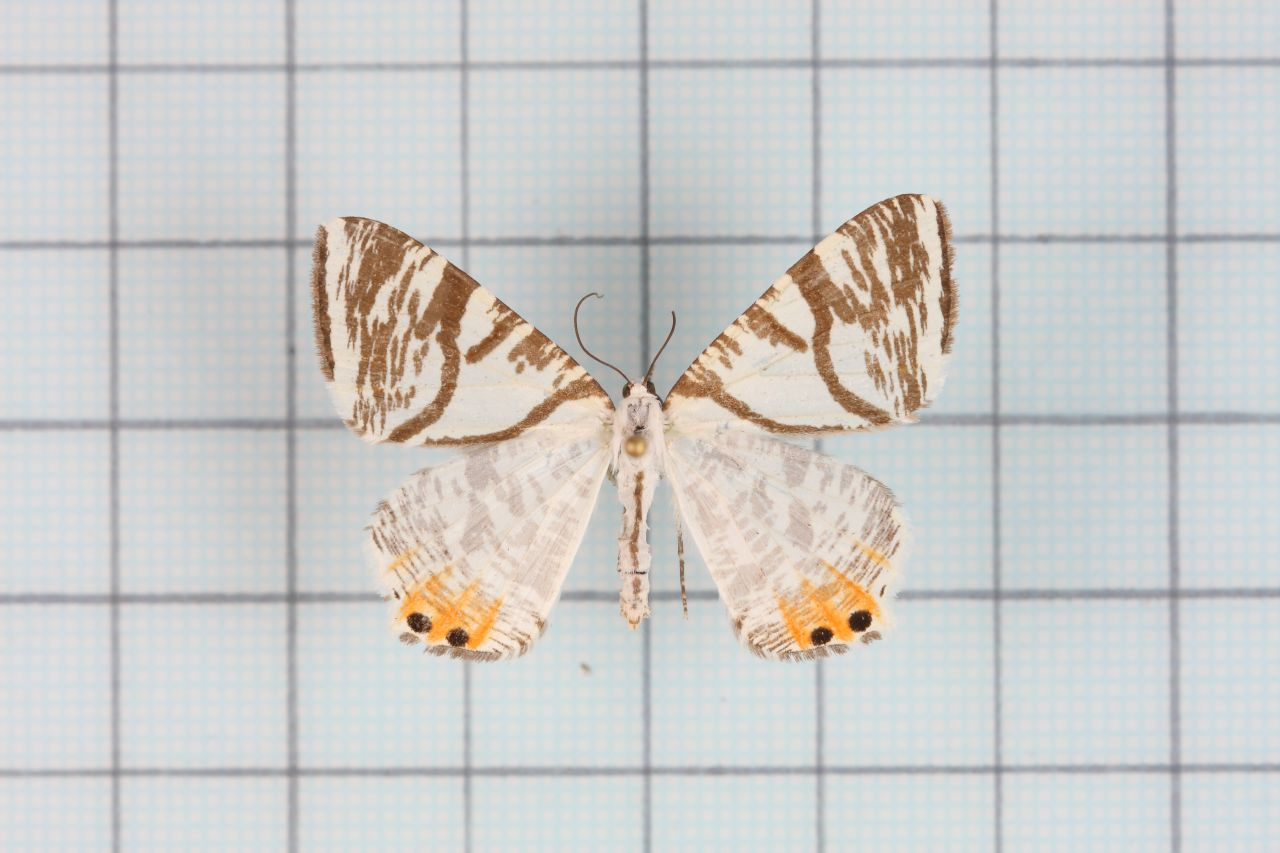
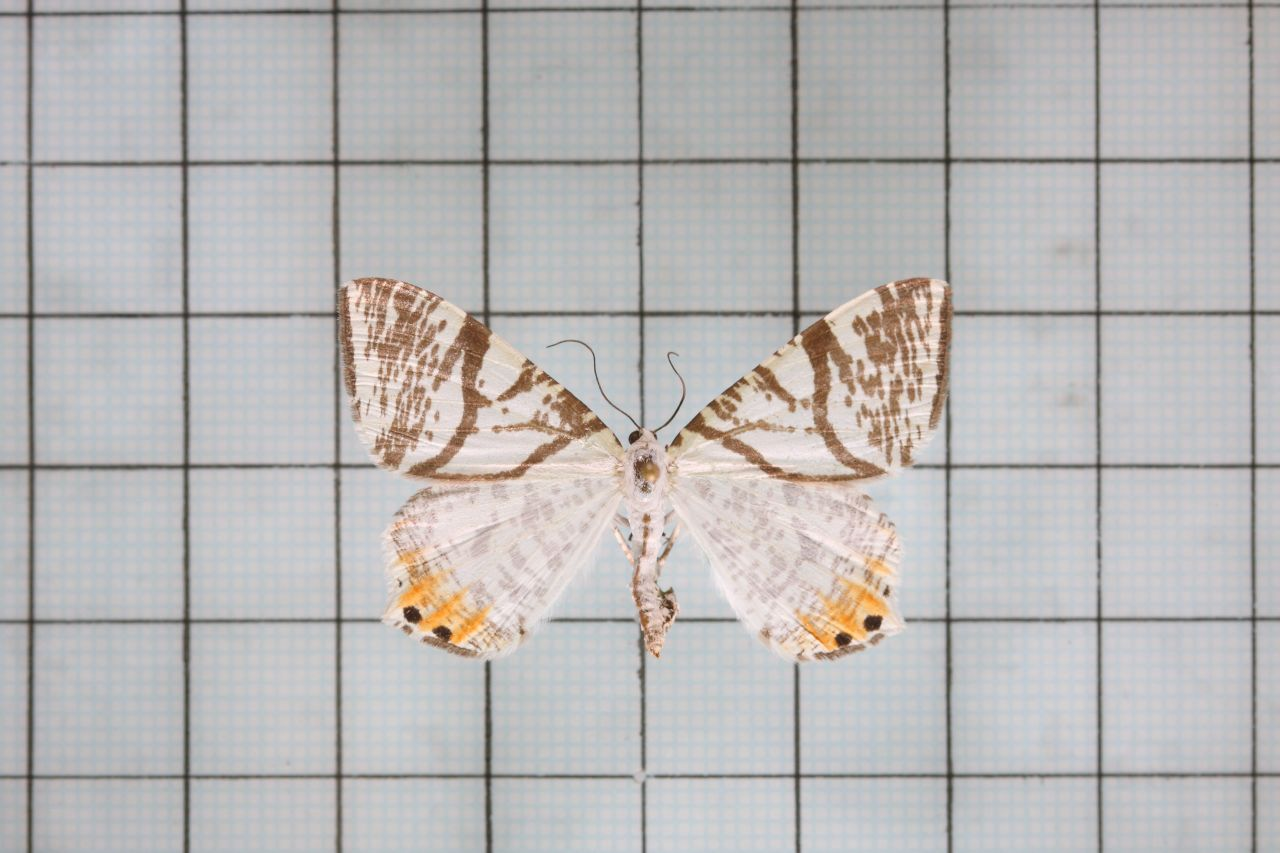